# Vestigipoda myrmolarvoidea
Vestigipoda myrmolarvoidea är en tvåvingeart som beskrevs av Ronald Henry Lambert Disney 1996. Vestigipoda myrmolarvoidea ingår i släktet Vestigipoda och familjen puckelflugor. Inga underarter finns listade i Catalogue of Life.